# Proença-a-Velha
Proença-a-Velha is een plaats (freguesia) in de Portugese gemeente Idanha-a-Nova en telt 282 inwoners (2001).